# Všetaty (stacja kolejowa)
Všetatyⓘ – stacja kolejowa w Všetatach, w kraju środkowoczeskim, w Czechach. Znajduje się na wysokości 175 m n.p.m.
Jest zarządzana przez Správę železnic. Na stacji znajdują się kasy biletowe, na których istnieje możliwość zakupu biletów na wszystkie pociągi w tym międzynarodowe oraz rezerwacji miejsc.

## Linie kolejowe
- 070 Praha – Turnov
- 072 Lysá nad Labem - Ústí nad Labem západ